# Namploh Baro
Namploh Baro is een bestuurslaag in het regentschap Bireuen van de provincie Atjeh, Indonesië. Namploh Baro telt 391 inwoners (volkstelling 2010).